# Holly Brisley
Holly Ann Brisley (Adelaide, 11 de janeiro de 1978) é uma atriz, apresentadora de televisão, produtora cinematográfica e dubladora australiana. Ela começou sua carreira aos 16 anos e já participou de diversas produções na televisão e no cinema, incluindo a série Home and Away, na qual interpretou Amanda Vale, uma personagem recorrente no programa.

## Primeiros anos
Brisley nasceu em Adelaide, Austrália Meridional, Austrália. É filha de Derrick e Debbie Brisley, corretores imobiliários. Ela tem uma irmã mais nova chamada Kate. Com apenas 18 meses, mudou-se com sua família para a cidade litorânea de Gold Coast, em Queensland. Enquanto frequentava a escola primária Mary Mount, destacou-se na fala e no teatro. Interessada por dança, ingressou na Paradise Performers Dance Academy, onde teve aulas de jazz, balé e sapateado.

## Carreira

### 1993-1997: Inícios na televisão
Ela ingressou na indústria do entretenimento aos 13 anos, ao ser contratada por uma agência de talentos em Gold Coast. Estreou como atriz em 1993 nos telefilmes The Flood: Who Will Save Our Children? e Official Denial. Aos 16, tornou-se repórter intinerante e apresentadora do programa infantil Agro's Cartoon Connection, da Seven Network, permanecendo na produção por três anos. As gravações começaram quando Brisley ainda estava no último ano do ensino médio, de modo que ela completou seus estudos enquanto trabalhava no programa, em 1995. Em 1997, ela mudou-se para Sydney, de onde passou a apresentar a atração, encerrada naquele ano.

### 1999-2009: Filmes, dança eHome and Away
Entre 1999 e 2001, Brisley continuou atuando e apresentando programas de televisão, incluindo dois episódios da série de fantasia Beastmaster (baseada no filme homônimo de 1982) e um programa de música country na televisão a cabo. No início de 2002, foi contratada pela Nine Network para apresentar a série de animações The Looney Tunes Show. Nesse mesmo ano, ela conseguiu um pequeno papel no primeiro live-action de Scooby-Doo e interpretou uma de suas primeiras personagens notáveis em Garage Days, dirigido por Alex Proyas. Em 2003, foi escolhida para o papel principal no filme australiano The Crop, que estreou em agosto do ano seguinte.

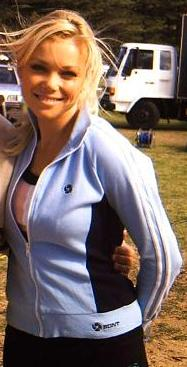
Brisley em 2006, durante o intervalo de uma filmagem em Palm Beach.

Além de aparecer em episódios das séries White Collar Blue e Pizza e em outras atrações na televisão, a a artista apresentou em 2004 um programa produzido exclusivamente para ela, World's Craziest Videos, no qual eram exibidos vídeos engraçados de pessoas comuns, animais, atores profissionais, jornalistas e celebridades do esporte. Ela também destacou-se no telefilme norte-americano Dynasty: The Making of a Guilty Pleasure (também conhecido como Behind the Scenes of Dynasty), do Hallmark Channel, baseado nos bastidores da soap opera Dinasty; Holly interpretou a atriz Heather Locklear, bem como Sammy Jo, a personagem de Locklear na série.
Em 2005, Brisley participou da versão australiana do reality de dança competitiva Dancing with the Stars, ficando entre os três finalistas; em sua última apresentração no programa, realizou com seu parceiro de dança uma rotina de chá-chá-chá que os jurados classificaram como a melhor performance da noite. Também em 2005, ela conseguiu o papel de Amanda Vale em Home and Away (Seven Network), popular soap opera da Austrália. A personagem, descrita como manipuladora, permitiu-lhe "explorar seu lado mais sombrio e conflituoso". Brisley permaneceu por dois anos no elenco fixo e retornou brevemente ao papel em julho de 2009, ano em que gravou suas últimas cenas na série.

### 2010-presente: Pausa na carreira e retorno
Após sair de Home and Away, Brisley decidiu centrar-se em sua família, permanecendo afastada de grandes produções na televisão e no cinema. Apesar disso, ela ainda participou de projetos menores, como a dublagem da personagem-título da série de animação CJ the DJ (ABC), exibida na Austrália entre 2009 e 2010, e o telefilme de baixo orçamento Sinbad and the Minotaur (2011), no qual interpretou a protagonista Tara. Nessa época, também foi anunciada como dubladora da personagem Hettie no jogo eletrônico de ação e aventura Edge of Twilight - Return to Glory. Reapareceu em uma produção hollywoodiana na comédia Life of the Party, que estreou na Austrália em 2017.
Em agosto de 2019, ela apareceu em participação especial na telessérie de comédia Fat Pizza: Back in Business, nova temporada da série Pizza/Fat Pizza, que foi exibida nos anos 2000 e é considerada cult na Austrália. Em junho de 2021, Brisley anunciou sua decisão de dedicar-se à produção de filmes, além de continuar atuando na frente das câmeras. De seus três primeiros projetos como produtora, o primeiro a ser concluído foi Ruby's Choice, longa-metragem de drama estrelado por Jane Seymour e Jacqueline McKenzie; o filme teve sua estreia mundial no festival de cinema do Sudoeste da Austrália Ocidental, CinefestOZ, em 29 de agosto de 2021.

## Vida pessoal

### Relacionamentos e família
Em 2005, a atriz noivou-se com Paul Ford, um executivo de marketing, em Veneza. Casaram-se em fevereiro de 2006 em Manly, Sydney, numa cerimônia realizada na Capela Memorial Cardeal Cerretti, nos terrenos do St Patrick's Seminary, com a presença de 150 convidados. Eles tiveram dois filhos: Levi Harper Ford nasceu em julho de 2009 e Willow Jade Ford, em 20 de julho de 2012. Em janeiro de 2012, o pai da artista morreu por complicações de um tumor cerebral, aos 61 anos.

### Saúde e filantropia
Brisley foi diagnosticada em 2000 com a doença celíaca e apareceu na capa da edição de setembro de 2005 da revista The Australian Coeliac. Em 2009, ela foi forçada a fazer uma cesariana para o nascimento de seu primeiro filho, Levi, e, em março de 2011, sofreu uma gravidez ectópica. Em meados de 2010, Brisley escalou o monte Quilimanjaro, na África, durante uma caminhada beneficente visando arrecadação de recursos financeiros para a Fundação Humpty Dumpty, instituição de caridade que ajuda crianças doentes. Em determinado ponto da escalada, a artista quase morreu por ter contraído edema pulmonar de grande altitude. Ela teve que colocar uma máscara de oxigênio, foi levada para o acampamento mais próximo para ser socorrida e conseguiu recobrar a saúde posteriormente.

## Filmografia

### Cinema
| Ano  | Titulo                                 | Papel                          | Notas                            | Ref.          |
| ---- | -------------------------------------- | ------------------------------ | -------------------------------- | ------------- |
| 1999 | Change of Heart                        | Modelo Half a Heart            |                                  | [ 13 ]        |
| 2000 | Enemies Closer                         | Agente secreta                 |                                  | [ 13 ]        |
| 2002 | Scooby-Doo                             | Mulher no vídeo de treinamento | Creditada como Holly Ann Brisley | [ 2 ]         |
| 2002 | Garage Days                            | Scarlet                        |                                  | [ 26 ]        |
| 2004 | The Crop                               | Geraldine                      |                                  | [ 27 ]        |
| 2006 | Me or You                              | Psiquiatra                     | Curta-metragem                   | [ 13 ]        |
| 2007 | Devil's Gateway                        | Samantha Davies                |                                  | [ 13 ]        |
| 2014 | Confessions                            | Kara                           | Voz                              | [ 13 ]        |
| 2014 | Tibor: You're Not From Gosford Are Ya? | Jenny                          | Curta-metragem promocional       | [ 13 ] [ 28 ] |
| 2017 | Life of the Party                      | Sandra                         |                                  | [ 27 ]        |
| 2021 | Ruby's Choice                          |                                | Produtora                        | [ 18 ]        |

### Televisão
| Ano       | Titulo                                   | Papel                       | Notas                           | Ref.          |
| --------- | ---------------------------------------- | --------------------------- | ------------------------------- | ------------- |
| 1993      | The Flood: Who Will Save Our Children?   | Tonya Smith                 | Telefilme                       | [ 13 ] [ 29 ] |
| 1993      | Official Denial                          | DOS A                       | Telefilme                       | [ 2 ]         |
| 1994-97   | Agro's Cartoon Connection                | Repórter / apresentadora    | Programa infantil               | [ 3 ] [ 8 ]   |
| 1999-2001 | Beastmaster                              | Haisa / Kodo                | Telessérie                      | [ 9 ] [ 10 ]  |
| 2000      | Nowhere to Land                          | Jenny                       | Telefilme                       | [ 26 ]        |
| 2000      | All Saints                               | Janelle                     | Telessérie                      | [ 13 ]        |
| 2002      | The Looney Tunes Show                    | Apresentadora               | Série de desenho animado        | [ 3 ] [ 8 ]   |
| 2003      | White Collar Blue                        | Amber Flood                 | 1 episódio, 2.ª temporada       | [ 13 ] [ 30 ] |
| 2003      | Pizza                                    | Louise                      | 3.ª temporada                   | [ 3 ] [ 13 ]  |
| 2003      | Mermaids                                 | Jovem Betty                 | Telefilme                       | [ 31 ]        |
| 2003      | Big Brother: The Insider                 | Competidora                 | 3.ª temporada                   | [ 32 ]        |
| 2004      | World's Craziest Videos                  | Apresentadora               | Série humorística               | [ 3 ] [ 23 ]  |
| 2004      | Escape with ET                           | Coapresentadora             | Programa sobre pesca            | [ 33 ]        |
| 2004      | Dynasty: The Making of a Guilty Pleasure | Heather Locklear / Sammy Jo | Telefilme                       | [ 2 ] [ 3 ]   |
| 2005      | Dancing with the Stars                   | Competidora                 | Terminou em 3.º lugar           | [ 11 ]        |
| 2005-09   | Home and Away                            | Amanda Vale                 | Elenco fixo / recorrente        | [ 13 ] [ 12 ] |
| 2006      | Good as Gold                             | Apresentadora               | Episódio: "Our Brightest Stars" | [ 34 ]        |
| 2007      | The Wright Stuff                         | Debatedora convidada        | 1 episódio                      | [ 2 ]         |
| 2009-10   | CJ the DJ                                | CJ                          | Voz                             | [ 13 ] [ 14 ] |
| 2011      | Sinbad and the Minotaur                  | Tara                        | Telefilme                       | [ 15 ]        |
| 2012      | Mercedes Benz Fashion Week Australia     | Apresentadora               | Especial                        | [ 35 ]        |
| 2016      | Studio 10: 60 Years of Television        | Convidada                   | Especial                        | [ 36 ]        |
| 2019      | Fat Pizza: Back in Business              | Louise                      | Elenco convidado                | [ 13 ] [ 17 ] |

## Reconhecimento
A FHM incluiu Brisley em duas de suas listas de "100 mulheres mais sexy da Austrália", nas quais a atriz foi classificada, respectivamente, na quinta (2000) e na vigésima nona (2001) colocações. Na edição de abril/maio de 2005 do New York International Independent Film and Video Festival, ela recebeu o prêmio de Melhor atriz em longa metragem por sua interpretação de Geraldine na comédia australiana The Crop; a produção também venceu na categoria de Melhor longa-metragem internacional.